# Адольф Шерер
Адольф Шерер (словац. Adolf Scherer; 5 травня 1938, Врутки — 22 липня 2023) — чехословацький футболіст, нападник. Срібний призер чемпіонату світу 1962 року, один із кращих нападників на цьому турнірі.

## Клубна кар'єра
Адольф Шерер народився у містечку Врутки, і розпочав виступи на футбольних полях у місцевій аматорській команді «Локомотив». З 1957 року Шерер розпочав виступи у братиславській армійській команді «Червена Гвезда», яку пізніше перейменували на «Словнафт». У цій команді він швидко став основним напдником і кращим бомбардиром, і за 8 років виступів відзначився 99 м'ячами у вищому чехословацькому дивізіоні. У 1959 році Адольф Шерер став у складі братиславського клубу чемпіоном Чехословаччини, а в 1962 році він став кращим бомбардиром чехословацької першості. У 1965 році нападник перейшов до клубу «Локомотив» з Кошиць, а з 1967 до 1969 року він грав у іншій кошицькій команді ВСС. У цих командах він також був одним із основних бомбардирів. Усього у вищій лізі чехословацької першості він зіграв 256 матчів, у яких відзначився 126 забитими м'ячами.
у 1969 році Адольф Шерер уперше поїхав грати за кордон. Протягом 1969—1972 років він грав у французькій команді «Нім-Олімпік», де також відзначався результативністю, забивши 23 м'ячі в 65 зіграних матчах. у 1972 році повернувся до Чехословаччини, протягом року грав за нижчоліговий клуб «Строярне». у 1973 році емігрував до Франції, у зв'язку із чим його ім'я було на тривалий час викреслене з чехословацьких довідників з футболу. У Франції Шерер удруге одружився, та ще протягом року грав за клуб «Нім-Олімпік», після чого завершив виступи на футбольних полях.

## Виступи за збірну
Ще в 1958 році Адольф Шерер розпочав виступи за збірну Чехословаччини, був у її складі на чемпіонаті світу 1958 року, проте на поле не виходив. Шерер грав на чемпіонату Європи 1960 року, на якому чехословацька збірна здобула бронзові нагороди. на початку 60-х років атакувальна ланка чехословацької збірної, до якої, окрім Шерера, входили також Томаш Поспіхал, Йозеф Кадраба і Йозеф Єлінек, вважалась одною з найкращих у Європі. На чемпіонаті світу 1962 року у Чилі Шерер був також одним із основних гравців атакуючої ланки чехословацької збірної. Саме його три влучих удари принесли чехословацькій збірній перемоги над збірними Угорщини та Югославії, причому югославській збірній Шерер у півфіналі турніру забив двічі. Проте у фіналі турніру проти збірної Бразилії чехословацька збірна поступилась, і отримала лише срібні нагороди. Усього за збірну Чехословаччини Адольф Шерер зіграв 36 матчів, у яких відзначився 22 забитими м'ячами.

## Особисте життя
Після переїзду до Франції у 1973 році Адольф Шерер тренував нижчоліголігові клуби, вдруге одружився, його син від другого шлюбу Рудольф Шерер є футбольним тренером. Онучка Шерера від сина з першого шлюбу, Каріна Шерерова, є словацькою гандболісткою, яка, щоправда, вже закінчила активні виступи.

## Досягнення
- 2 місце на чемпіонаті світу (1):

1962
- 3 місце на чемпіонаті Європи (1):

1960
- Чемпіон Чехословаччини: 1958—1959
- Кращий бомбардир чемпіонату Чехословаччини: 1962